# Agpeya

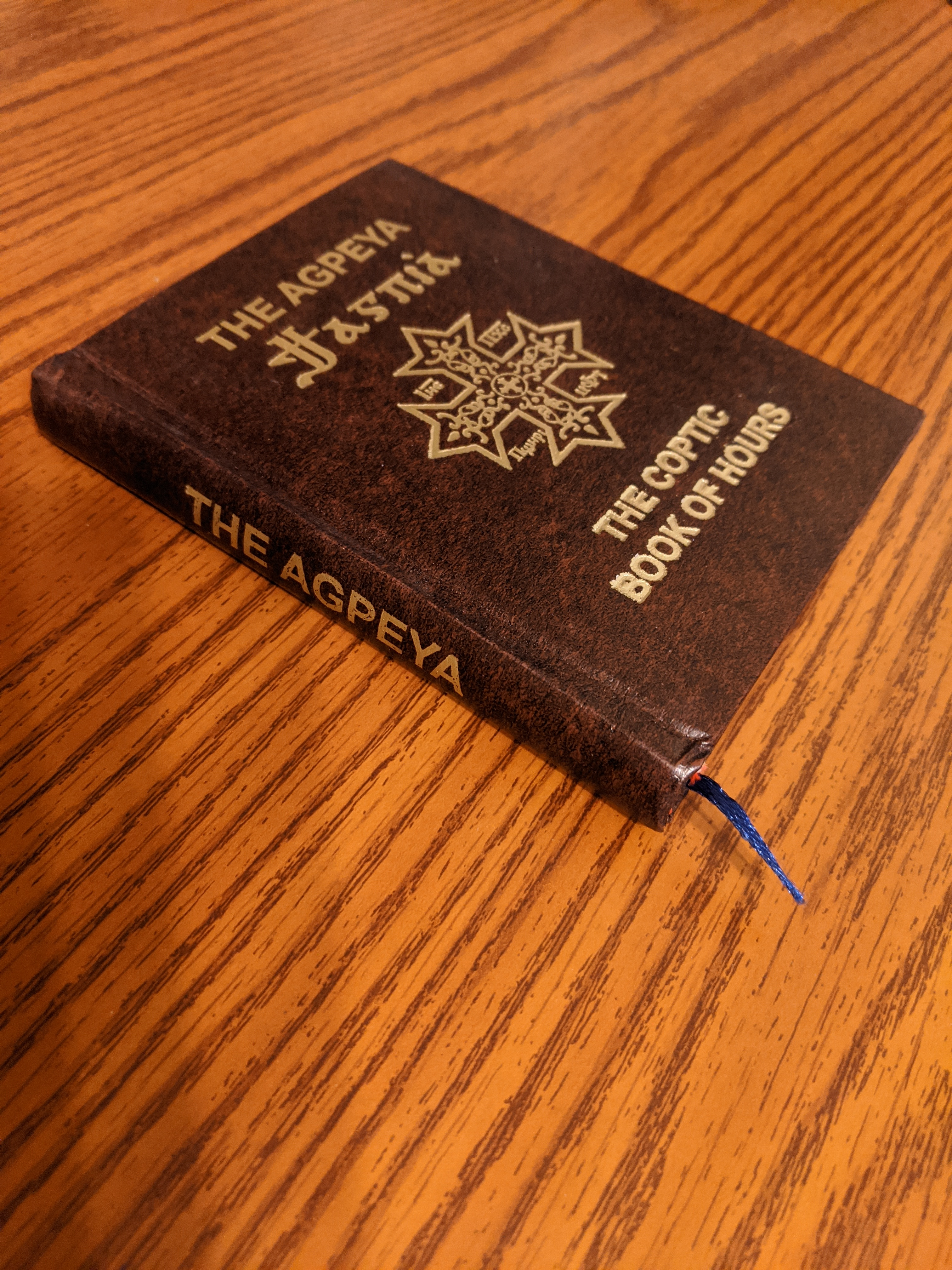
Agpeya

El Agpeya (Copto: Ϯⲁⲅⲡⲓⲁ, أجبية) es el «Libro de Oración de las Horas» cristiano copto  o breviario, y es equivalente al Shehimo en la Iglesia ortodoxa siríaca (otra denominación cristiana ortodoxa oriental), así como al bizantino Horologion y romano Liturgia de las Horas utilizados por la Iglesia Ortodoxa Oriental y la Iglesia Católica, respectivamente. Las oraciones de Agpeya son populares oraciones cristianas que se recitan en tiempos de oración fijos, mirando hacia el este tanto por individuos como por familias en casa siete veces al día, así como para oraciones comunitarias como introducción a la Misa en la iglesia; esta práctica cristiana tiene sus raíces en  el Salmo 119:164, en el que el profetaDavid ruega a Dios siete veces al día. La gran mayoría de los cristianos coptos aprenden la recitación y las oraciones de la Agpeya a una edad temprana, cuando son niños, en casa, de sus familias. El ciclo  ortodoxo copto de horas canónicas se compone principalmente de lecturas de salmos del Antiguo Testamento y lecturas de evangelios del Nuevo Testamento, con algunos himnos de alabanza añadidos, troparia (conocidos como «قطع» en el árabe contemporáneo Agpeya y como «preces» o «letanías» en inglés), y otras oraciones.
Las postraciones a Dios son una piedra angular en la oración del Agpeya, y el breviario requiere «postrarse tres veces en el nombre de la Santísima Trinidad; al final de cada salmo... mientras se dice el 'Aleluya'; y varias veces» durante los cuarenta y un Kyrie eleison. Los creyentes pueden usar la mecúteria para contar estas metanoias. 
Incluye siete horas canónicas, con una «Oración del Velo» adicional que suelen recitar los obispos, sacerdotes y monjes. Los términos coptos para «maitines» y «vísperas» son «La mañana que se eleva el incienso» y «La tarde que se eleva el incienso», respectivamente, en referencia a las oraciones que se elevan a Dios.
Antes de rezar el Agpeya, los cristianos coptos se lavan las manos y la cara para estar limpios antes de presentar lo mejor de sí mismos a Dios; se quitan los zapatos para reconocer que uno está ofreciendo una oración ante un Dios santo.  En esta tradición cristiana, y en muchas otras también, es costumbre que las mujeres lleven un velo cristiano cuando rezan, una práctica explicada en 1 Corintios 11:5-6 Mientras rezan el Agpeya, muchos creyentes sostienen una cruz en la mano durante las partes en las que el creyente está de pie (durante las cuales extiende los brazos en posición orante)